# Mihayo Kazembe
Pamphile Mihayo Kazembe (Lubumbashi, 17 de setembro de 1976) é um ex-futebolista e atual treinador de futebol congolês que atuava como volante. Atualmente, está sem clube.

## Carreira
Revelado pelo TP Mazembe em 1996, Mihayo jogou ainda 1 temporada e meia pelo Motema Pembe antes de voltar aos Corvos em 2000. Pelo Mazembe, o volante conquistou um heptacampeonato nacional, além do bicampeonato da Liga dos Campeões da CAF, em 2009 e 2010. Em 2008, suas atuações chamaram a atenção do Arsenal, que o levou para um período de experiência. Mihayo, no entanto, não permaneceu nos Gunners e retornou ao Mazembe. 
O ponto alto de sua passagem pelos Corvos foi a participação do clube no Mundial de Clubes em 2009 e 2010, onde foi vice-campeão após eliminar os favoritos Pachuca e Internacional, perdendo para a Inter de Milão por 3 a 0.
Após deixar o Mazembe em 2013, Mihayo jogou 2 temporadas e meia no Don Bosco, encerrando a carreira em 2015. No mesmo ano, regressaria ao Mazembe como auxiliar-técnico, e em 2017 acumulou as funções de técnico do clube e de auxiliar na Seleção da República Democrática do Congo, pela qual disputou 15 partidas e fez um gol entre 2004 e 2011.

## Títulos
TP Mazembe
- Campeonato Nacional de Futebol da República Democrática do Congo: 7 (2000, 2001, 2006, 2007, 2009, 2011 e 2012 - como jogador; 2018–19 - como treinador)
- Copa da República Democrática do Congo: 1 (2000)
- Supercopa da República Democrática do Congo: 2 (2010 e 2011)
- Liga dos Campeões da CAF: 2 (2009 e 2010)
- Supercopa da CAF: 2 (2010 e 2011)

Motema Pembe
- Campeonato Nacional de Futebol da República Democrática do Congo: 1 (1999)